# Ліндсі Браун
Ліндсі Джон Браун (англ. Lindsay John Brown; 1943/1944 — 6 серпня 2020) — новозеландський економіст. Ректор Університету Отаго з 2004 по 2008 рік.
Браун помер у Данідіні, Нова Зеландія, 6 серпня 2020 року у віці 76 років.